# Alexander Schowtka
Alexander Schowtka (18 settembre 1963) è un ex nuotatore tedesco.

## Palmarès
- Giochi olimpici estivi

Montreal 1984: argento nella 4x200m sl.
- Mondiali

Madrid 1986: argento nella 4x200m sl.
- Europei

Roma 1983: oro nella 4x200m sl.
Sofia 1985: oro nella 4x100m sl, nella  4x200m sl e nella 4x100m misti.